# Anne Van der Linden
Anne Van der Linden, née le 30 septembre 1959 à Bromley au Royaume-Uni (Angleterre), est une peintre et dessinatrice française. Elle vit et travaille à Saint-Denis.

## Biographie

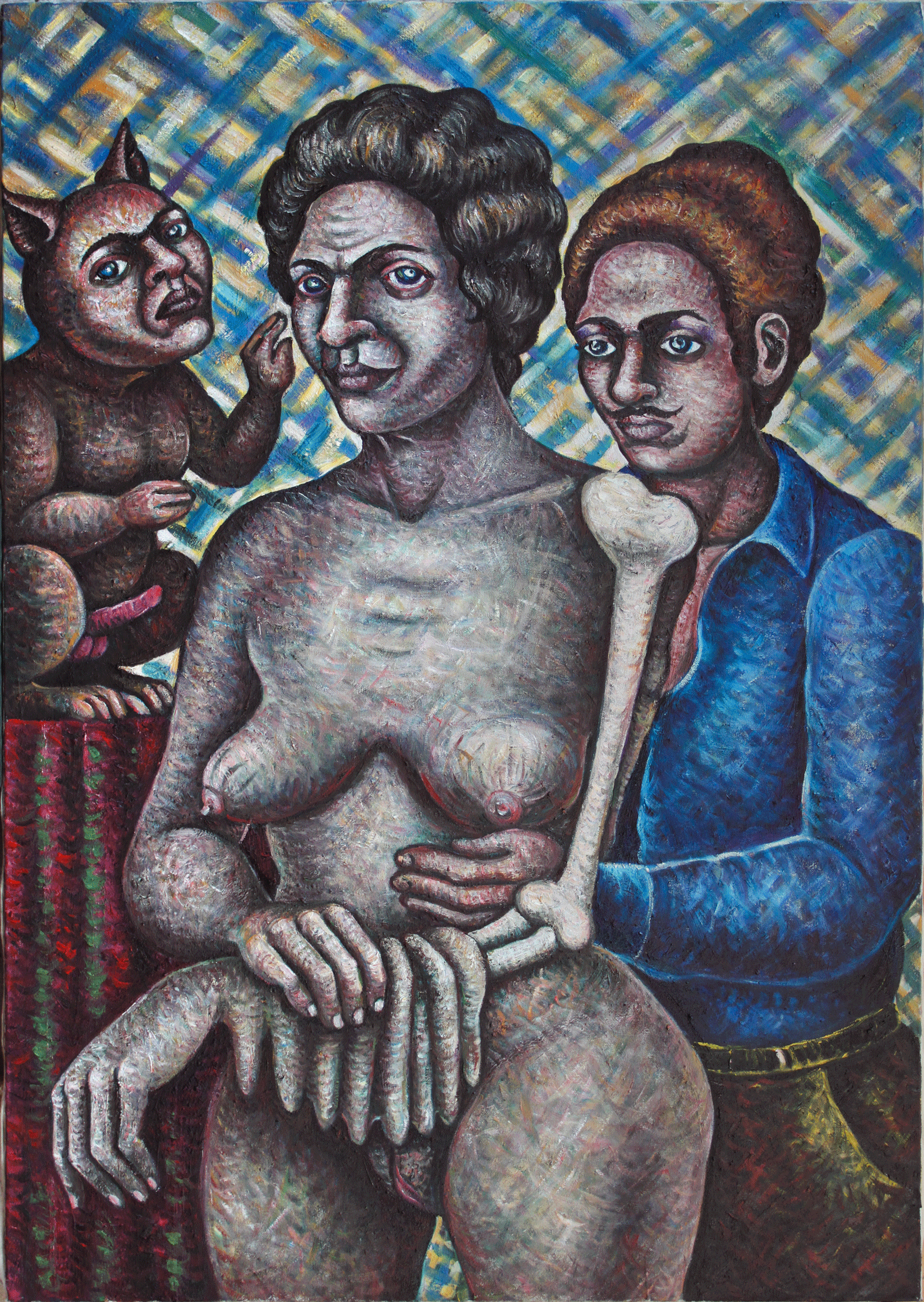
La Femme moderne, huile sur toile (2010).

En 1982, Anne Van der Linden entre aux Beaux-Arts de Paris, qu'elle quitte au bout d'un an et demi. En 1992, elle obtient une licence d'arts plastiques à l'université Paris-VIII.
En 1995, elle publie son premier ouvrage, Heavy Meat, chez Jean-Pierre Faur éditeur. À partir de la même année, elle commence à régulièrement exposer à Paris et en province.
En 2008, elle est la cofondatrice, avec Olivier Allemane, de la revue Freak Wave qui mélange textes et images.
Elle travaille par ailleurs fréquemment avec Jean-Louis Costes, avec qui elle cofonde, en 1983, la revue La Vache bigarrée et, en 1994, la plateforme d'édition et de diffusion d'œuvres underground, « Eretic art ». Elle réalise des décors pour les spectacles musicaux de celui-ci et joue dans certains de ses films. Elle publie avec lui Systèmes sexuels et Amour m'a tué (éd. Chacal puant, 1995 et 1996) ainsi que Pot pourri, un recueil de chansons illustrées, chez Le Dernier Cri, en 2007. Elle illustre également la couverture de son roman Viva la merda ! (Éditions Hermaphrodite, 2003).
Peintre et dessinatrice, Anne Van der Linden est également illustratrice pour la presse (L'Humanité, VST, entre autres) et pour des éditions de littérature. Elle a notamment collaboré avec les poètes June Shenfield (Tais-toi et bande, CBO éditions, 1997), Jérôme Bertin (Histoire d'os, Voix éditions, 2009) et Nina Zivancevic (Sous le signe de Cyber-Cybèle, L'Harmattan, 2009).
Le travail d'Anne Van der Linden est largement publié dans l'édition alternative. Sa démarche artistique, les éditeurs où elle publie, les revues dans lesquelles paraissent ses œuvres (Hey!) la rattachent aux courants du pop art et de l'art singulier.

## Commentaire
« Les dessins et les peintures d’Anne Van der Linden reviennent à une facture descriptive, pour révéler les entrailles grouillantes d’un monde en état d’horreur. […] Son univers est trop scélérat pour se laisser apprivoiser. »

— Christophe Bier et Xavier-Gilles Néret

## Publications

### Publications personnelles

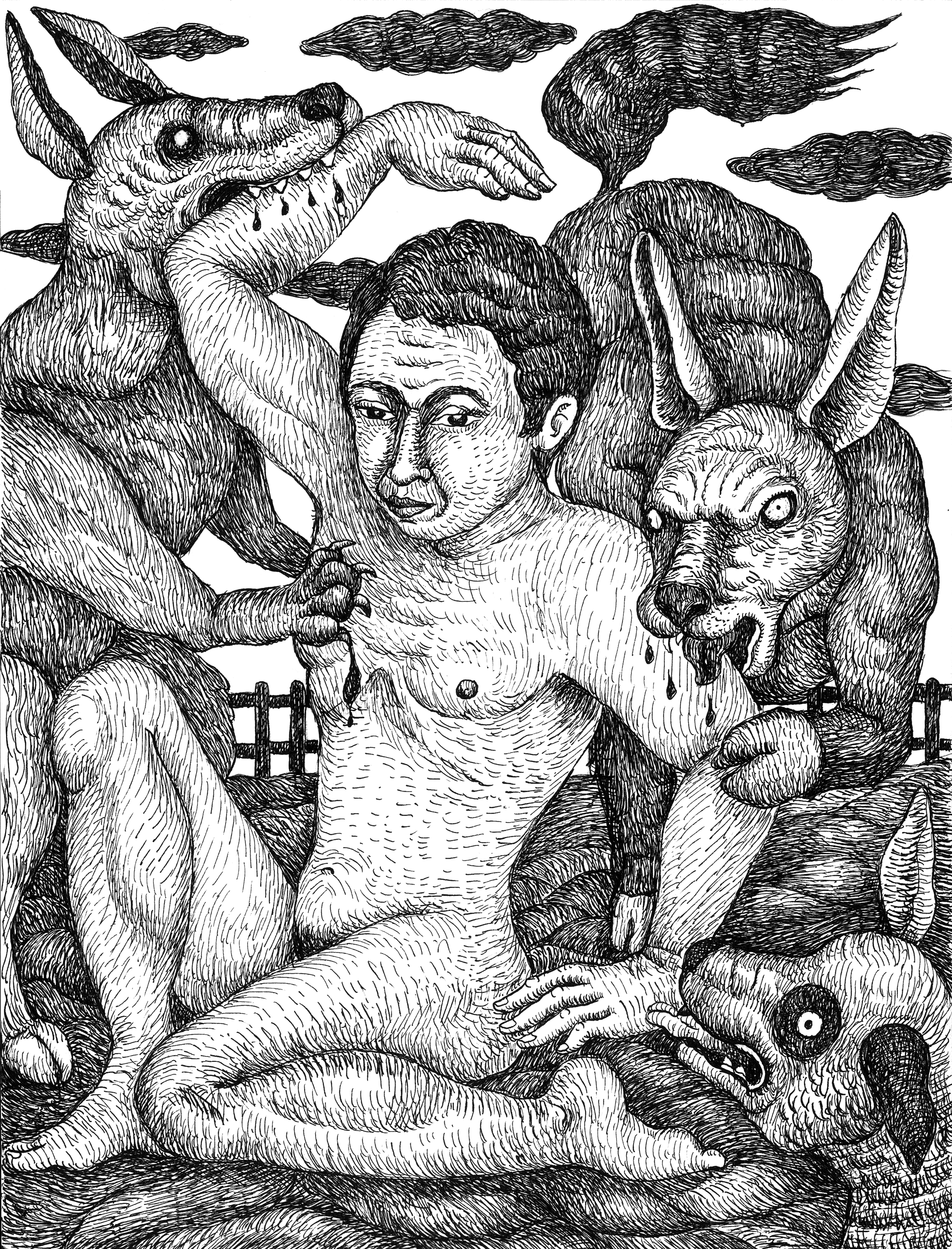
Jeune homme aux chiens (2010).

- Heavy meat, J.P. Faur éditeur, 1995
- Bovary's boys, éd. CBO, 1999
- Bise d'Anne, éd. CBO, 2000
- La Caverne sentimentale, United Dead Artists, 2000
- Satan m'habite, éd. Ragage, 2005
- Dessins, anthologie 1994-2007, éd. de L'Usine, 2007
- Zombie plage, eaux-fortes, éd. Ah Pook, 2008
- L'Imagier du diable, éd. Ragage, 2008
- Bêtes à bon Dieu, United Dead Artists, 2011
- Chéri je t'aime, éd. Atelier de Bibliophilie Populaire, 2011
- Tsantsas, Ah Pook éditions, 2012
- Carte sérigraphiée, éd. Alain Buyse / La Belle Époque, 2012
- Instabilité hormonale, éd. La Belle époque, 2014
- Dessins bâtards, éd. Méconium, 2014
- Couik !, éd. Perav Prod, 2014
- Carnage intime, éd. United Dead Artists, 2014
- Économie domestique, Alain Beaulet éditeur, 2015
- Amour vache, peintures et dessins (2015-2020), texte de Christophe Bier et Xavier-Gilles Néret, éd. Eretic-Art[6], 2020
- Dessins  90's, préface de Sophie Diaz, Librairie Michael Seksik éditeur, Paris, 2024.  (ISBN 978-2-9584904-5-4).

### Illustrations et collaborations
- Systèmes sexuels, éd. Monotrash, 1995
- Amour m'a tué, éd. Chacal puant, 1996
- Livrées aux chiens, éd. CBO, 1996
- Tais-toi et bande, éd. CBO, 1997
- Le Rationnement de l'air, L'Art pénultième éditions, 1998
- Je veux être ton singe, éd. CBO, 1999
- Le Poil, Les 4 mers éditions, 1999
- La Dame blanche, éd. Allemane, 2001
- K - ort (OR) Tu (R) &, éd. Trame ouest, 2002
- Ton cul pue, éd. Allemane, 2003
- Trouble fête, éd. La Boîte à gants, 2007
- Pot-pourri, Le Dernier Cri, 2007
- Freak Wave, no 1, collectif, éd. Orbis Pictus Club, 2008
- Fragment du carnage, Voix éditions, 2008
- Sous le signe de Cyber-Cybèle, L'Harmattan, 2009
- Histoire d'os, Voix éditions, 2009
- Freak Wave, no 2, collectif, éd. du Zarpataedo, 2011
- Freak Wave, no 3, collectif, éd. Bruit Blanc, 2012
- L'Angoisse, no 1, collectif, 2012
- Cadavre exquis, Ah Pook éditions, 2012
- Le Livre à disparaître, no 0, collectif, 2013
- Freak Wave, no 4, collectif, éd. Bruit Blanc, 2013
- Grand Père, éd. Eretic, 2014
- Ecce Homo, éd. La Belle époque, 2014
- Testament de Christophe Manon, d’après François Villon, nouvelle édition[7] revue par l’auteur avec un cd - lecture de l’auteur, musique de Thierry Müller, coédition avec BISOU[8], éd. Dernier Télégramme, 2020

## Expositions récentes (sélection)

### Expositions personnelles
- 2023 : « Anne van der Linden ou Le Vice Suprême », galerie Frédéric Roulette Hors les Murs (rétrospective à l'atelier Basfroi), Paris
- 2020 : « Le bon genre », galerie Frédéric Roulette, Paris
- 2019 : « Les petits métiers », galerie E2, Bruxelles
- 2018 :
  - « Stronger fire », Novo Doba Festival, Belgrade
  - « Zoo », galerie Corinne Bonnet, Paris
- 2015 :
  - « Économie domestique », librairie-galerie Le Monte-en-l'air[9], Paris
  - Librairie Publico, Paris
- 2014 : Galerie Une poussière dans l'œil, Villeneuve-d'Ascq
- 2012 :
  - Galerie Les Singuliers, Paris
  - « Outsider Art Fair », New York
- 2011 :
  - Galerie Le Monte en l'air, Paris
  - Galerie Les Singuliers, Paris
- 2010 : Galerie Une poussière dans l'œil, Villeneuve-d'Ascq
- 2009 :
  - Le bal des ardents, Lyon
  - Librairie Publico, Paris
- 2007 : Le Dernier Cri, Marseille
- 2006 : Galerie Les Singuliers, Paris

### Expositions collectives
- 2020 :
  - « Ogres et croquemitaines », musée des arts naïfs et de l'art singulier, Laval
  - « Mondo DC », musée international des arts modestes, Sète
  - « Les crocs électriques », galerie Arts Factory, Paris
- 2019 : « Sous bocks », galerie Arts Factory, Paris
- 2018 : 
  - « Principes Actifs / Principes Créatifs », galerie Art-cade, Marseille
  - « Mondo DC », Friche de la Belle de Mai, Marseille
  - « Tropical », L'isolée, espace d'art contemporain, Villeneuve-d'Ascq
  - Galeria Romana, Bucarest
  - Résidence à Conacul Otetelisanu, Roumanie
  - Salon du dessin érotique « Salo VI », Paris
- 2017 : 
  - « Riot girls : les filles cachées de Clovis Trouille », galerie Arts Factory, Paris
  - Salon du dessin érotique « Salo V », galerie Épisodique, Paris
- 2016 :
  - « Sade », galerie La Danseuse, Roubaix — galerie Sterput, Bruxelles
  - « La télé est bien regardée », Centre européen de poésie, Avignon
  - « Summer camp », galerie Le 18 bis, Paris
  - « Gonzine », galerie E. Carré, Bruxelles
  - « Salo IV »[Note 1], galerie 24Beaubourg, Paris
  - « Freak wave », Point Éphémère, Paris
- 2015 :
  - « Au-delà, atlas des visionnaires », galerie Corinne Bonnet, Paris
  - Anne Van der Linden et Placid, galerie 5UN7, Bordeaux
- 2014 : « Jambes en l'air », avec Jean Attali, Ivry-sur-Seine
- 2013 :
  - « Au-delà de mes rêves », H2M espace d'art contemporain, Bourg-en-Bresse
  - « Konfrontation », musée Den Frie Udstilling, Copenhagen
  - « Promesses ? », Le Carré, Lille
  - « L'étrange peuple de Freak Wave », Musée de l'érotisme, Paris
- 2012 :
  - « Small is beautiful », Le cabinet d'amateur, Paris
  - « United dead artists », Arts Factory-Lavigne Bastille, Paris
  - « Tant qu'il y aura des femmes… », Le Cabinet d'amateur[10], Paris
- 2011 :
  - « La part du diable », Le Comptoir, Liège
  - « Hey! Modern art & pop culture », musée de La Halle Saint Pierre, Paris
- 2010 :
  - « Pièces canines », La place forte, Paris
  - Foire d'art contemporain Cutlog, « Freak wave », Paris
  - « Voyous, voyants, voyeurs, autour de Clovis Trouille », musée de l'Ardenne, Charleville-Mézières
  - « Hôpital brut - Le dernier cri », galerie Deborah Zafman, Paris
- 2009-2010 : « Voyous, voyants, voyeurs, autour de Clovis Trouille », musée d'art et d'histoire Louis Senlecq, L'Isle Adam
- 2009 :
  - Foire d'art contemporain Cutlog, Paris
  - « Violentes femmes », musée du Montparnasse, Paris
- 2008 : Galerie Les Singuliers, Paris

## Filmographie
Anne Van der Linden a écrit plusieurs courts métrages expérimentaux, dont Intestins fragiles (2000), Le Repassage et La Citerne (1999).